# Oxysarcodexia ventricosa
Oxysarcodexia ventricosa är en tvåvingeart som först beskrevs av Wulp 1896.  Oxysarcodexia ventricosa ingår i släktet Oxysarcodexia och familjen köttflugor. Inga underarter finns listade i Catalogue of Life.